# Friedrich Czapek
Friedrich Johann Franz Czapek (* 16. Mai 1868 in Prag; † 31. Juli 1921 in Leipzig) war ein böhmischer Botaniker und Hochschullehrer.

## Leben
Friedrich Czapek stammte aus einer Familie mit medizinischer Tradition, sein Vater Friedrich Czapek (1838–1891) war Militärarzt in Prag. Auf Wunsch des Vaters studierte er seit 1886 Medizin, obwohl er sich von Jugend an für Botanik begeisterte, an der Medizinischen Fakultät der Deutschen Karl-Ferdinands-Universität in Prag und wurde 1892 promoviert.
1891 wurde er Assistent von Franz Hofmeister, der sich mit Pflanzenphysiologie befasste. Nach des Vaters Tod studierte er bei Wilhelm Friedrich Philipp Pfeffer in Leipzig Botanik. In Leipzig begann er mit der Erforschung des Pflanzenwurzel-Gravitropismus (damals bekannt als Geotropismus), die er jahrzehntelang fortsetzte.
1894 war er Assistent bei Julius Wiesner am pflanzenphysiologischen Institut in Wien. Für seine vom Professor Richard Wettstein Botaniker und Direktor des Botanischen Gartens und Instituts der Universität Prag in Auftrag gegebene Untersuchung des Milchsaftsystems der Convolvulaceae, promovierte er in Wien in Philosophie und habilitierte sich 1895 auf Grund seiner Arbeiten zur Geotropie für die Pflanzenphysiologie. 1896 wurde er als außerordentlicher Professor für Botanik, Warenkunde und technische Mikroskopie an die Deutsche Technische Hochschule in Prag berufen. 1902 wurde er dort ordentlicher Professor. 1906 erhielt er eine ordentliche Professur für Botanik an der Universität Czernowitz in der Bukowina.
1907 und 1908 unternahm er eine Forschungsreise nach Indien, Ceylon (heute Sri Lanka) und Java, wo er sich mit Fragen der tropischen Botanik vertraut machte. 1909 wechselte er dann an die Deutsche Karl-Ferdinands-Universität in Prag. Er wirkte dort als Professor für Pflanzenphysiologie und übernahm das Fachinstitut nach Hans Molisch. Während des Ersten Weltkriegs war er Militärarzt und erkrankte schwer an Paratyphus. Bereits gesundheitlich angeschlagen trat er 1921 die Nachfolge seines Lehrers W. Pfeffer an der Universität Leipzig an, starb jedoch wenig später an einem Herzinfarkt.
Czapek war seit 1897 mit Irene Lambel (1872–1950), der Tochter des Prager Germanisten Hans Lambel (1842–1921), verheiratet und hatte zwei Kinder.

## Werke
- Über das Zusammenwirken von Heliotropismus und Geotropismus. In: Sitzungsberichte der Akademie der Wissenschaften in Wien, Mathematisch-Naturwissenschaftliche Klasse, Jahrgang 103, Abteilung I, Wien 1894, S. 337–375 (auch 1895 als Separatum).
- Über die Ranken von Entada. In: Berichte der Deutschen Botanischen Gesellschaft 27 (1909), S. 407–410.
- Die Atmung der Pflanzen. In: Ergebnisse der Physiologie 9 (1910), S. 587–613 (auch als Separatum).
- Über eine Methode zur direkten Bestimmung der Oberflächenspannung der Plasmahaut von Pflanzenzellen. Fischer, Jena 1911.
- Mitarbeiter von: Physiologie und Ökologie. Band 1: Botanischer Teil. Unter Redaktion von Gottlieb Haberlandt. Teubner, Leipzig [u. a.] 1917.
- Biochemie der Pflanzen. 1. Bd. Fischer, Jena 1913; 2. Bd. Fischer, Jena 1920; 3. Bd. Fischer, Jena 1921.
- Ratgeber für die Studierenden der Botanik und Zoologie. Zusammen mit Johannes Meisenheimer. Niemeyer, Halle (Saale) 1921.